# Trioxydifluorure de xénon
Le trioxydifluorure de xénon est le composé chimique de formule XeO3F2. La molécule a une géométrie bipyramidale trigonale dans laquelle les trois atomes d'oxygène occupent les positions équatoriales et les deux atomes de fluor occupent les positions axiales.
C'est un composé instable et explosif étudié dans l'argon congelé à −80 °C. Il a été obtenu en 1968 à température ambiante en faisant réagir du difluorure de xénon XeF2 avec du perxénate de sodium Na4XeO6, mais peut également être obtenu à partir de difluorure de xénon XeF2 et de tétraoxyde de xénon XeO4 en présence d'oxytétrafluorure de xénon XeOF4.